# Michel Roy (administrateur)
Pour les articles homonymes, voir Roy et Michel Roy.
Michel Roy (1942- ) est un haut fonctionnaire, musicien et homme d'affaires québécois. Il a fait carrière dans la fonction publique québécoise pendant 25 ans et il a été nommé président du conseil de Téléfilm Canada en octobre 2007. Il est le père de l'ancien hockeyeur professionnel Patrick Roy, dont il a signé la biographie autorisée en 2007.

## Biographie
Né en août 1942, Michel Roy est détenteur d’une maîtrise en administration publique de l’Université du Québec. Il est le fils d'Armand Roy, journaliste et de Lisette Fortier. Il est le fils, par alliance de Bona Arsenault. 
Gestionnaire au gouvernement du Québec à partir de 1970, il a occupé les postes de directeur de l’information et de la publicité à la Régie de l'assurance-maladie du Québec jusqu’en 1975, de directeur du marketing touristique de 1975 à 1977, de sous-ministre adjoint et de directeur général du Tourisme de 1977 à 1982, et de vice-président à la Société de l’assurance automobile du Québec de 1984 à 1989. De 1982 à 1984, il a dispensé un enseignement et des services de consultation en gestion des affaires publiques à l’École nationale d'administration publique de l’Université du Québec.
De 1989 à 1991, Michel Roy a été sous-ministre du Tourisme. Il a été sous-ministre des Communications de 1991 à 1994 et délégué du Québec à Chicago de 1994 à 1996. Par la suite, il a été consultant en gestion dans le secteur privé de 1997 à 1999.
Lors de son passage au ministère du Tourisme, il a, entre autres, joué un rôle prédominant dans la mise sur pied du réseau des associations touristiques régionales, dans la création d’un programme de crédit touristique, dans l’implantation du Palais des congrès de Montréal, de même que dans l’implication du gouvernement dans le domaine des casinos. 

### Carrière artistique
Au début des années 1960, il a été monteur de film chez Serge Roy Productions où il a monté sur film plus de soixante émissions de télévision pour la Société Radio-Canada. Musicien, il a aussi fait partie du groupe rock Les Mégatones, avec qui il a enregistré deux albums en 1963 et 1964 en tant que guitariste.
Récemment, de 2000 à 2004, il a produit deux disques compacts de chanson jazz, comme auteur-compositeur-interprète, respectivement distribués par Sélect et Warner Music Canada. 
Il est le père de trois enfants. Depuis 2005, il se consacre principalement à l’écriture. Il est l’auteur de la biographie autorisée de son fils, le hockeyeur Patrick Roy, intitulée Le Guerrier, traduite en anglais sous le titre Patrick Roy – Winning. Nothing Else.
Il est crédité pour la musique de Devil Story (Bernard Launois, 1986, aka Il était une fois le diable) avec Paul Piot.